# Celje

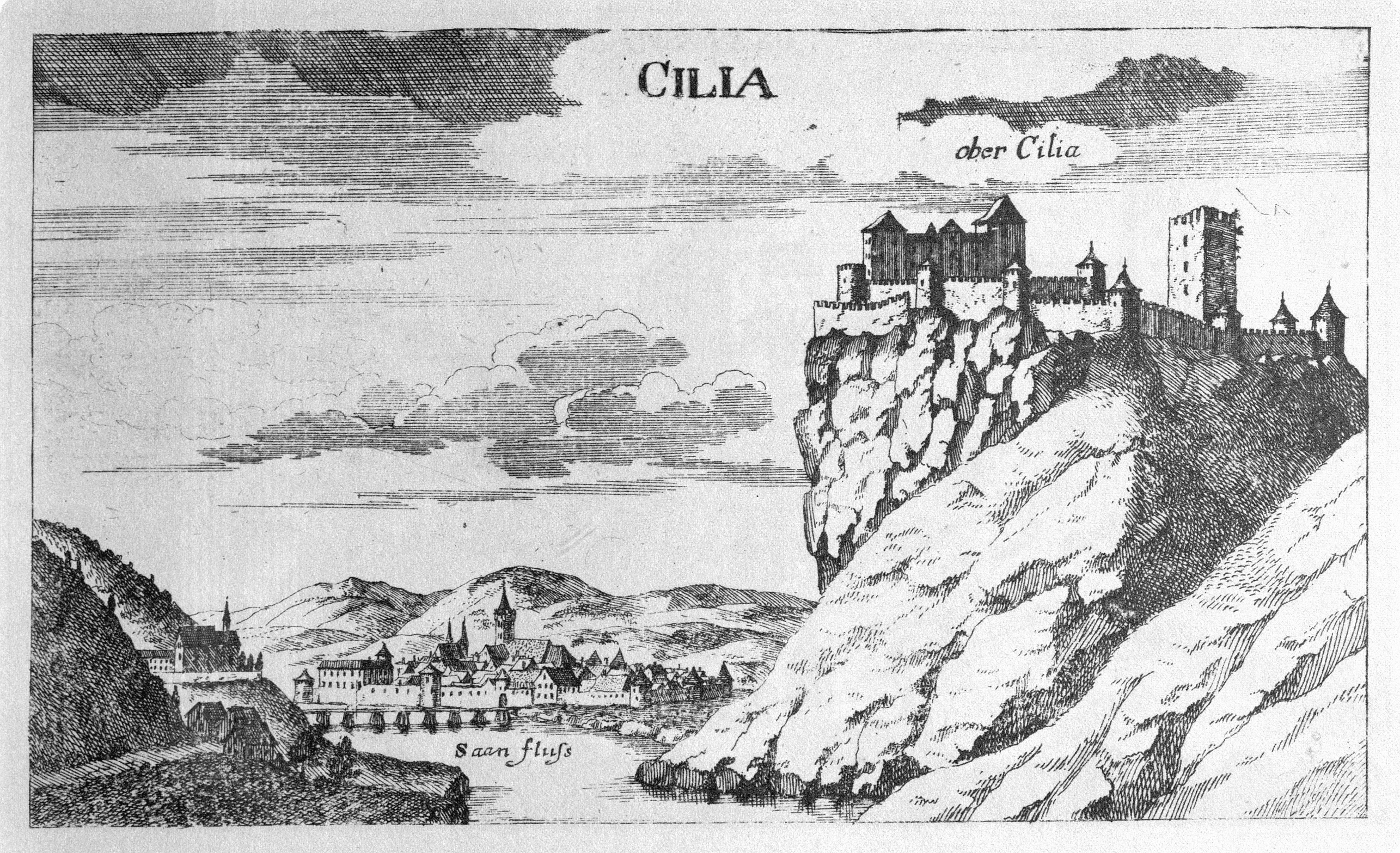
Cilli, Georg Matthäus Vischer, Topographia Ducatus Stiriae, Graz 1681

Celje (IPA: [ˈtsɛːljɛ], in passato in tedesco Cilli) è una città della Slovenia di 37 959 abitanti appartenente alla regione statistica della Savinjska. La città è capoluogo dell'omonimo comune cittadino.

## Geografia fisica

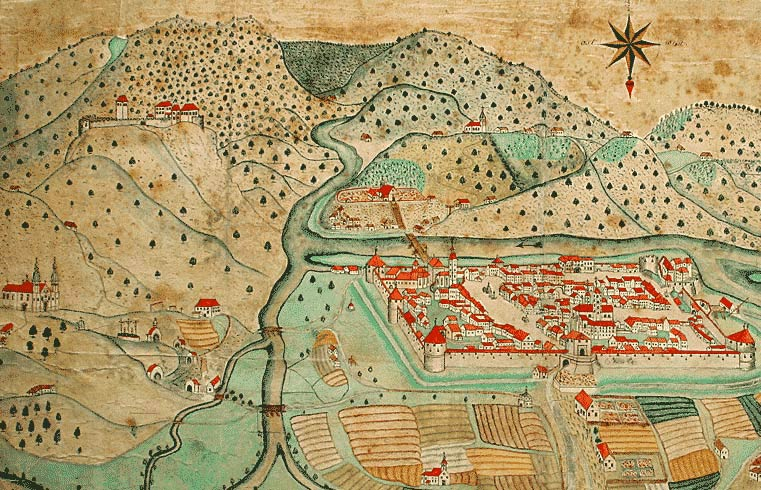
Celje in un disegno del 1441. Il fiume Voglajna a sinistra fluisce nella Savinja, che scorre fino ad entrare nella Sava. A destra della Savinja si può vedere un'isola. Ancora oggi una circoscrizione è chiamata Otok ("Isola").

La città sorge sotto il Castello alto di Celje (407 m), alla confluenza dei fiumi Savinja, Ložnica e Voglajna (col suo tributario Hudinja) nella parte bassa della Valle della Savinja.

## Storia
I primi insediamenti urbani apparvero nel periodo della cultura di Hallstatt. La città era nota in epoca celtica come Kelea, quando i Celti vi coniavano delle monete del Norico, e successivamente durante l'Impero romano come Civitas Celeia. L'insediamento ottenne i diritti municipali nel 46 d.C., col nome di municipium Claudia Celeia, durante il regno di Claudio (41 - 54 d.C.). Una strada romana, passando per Celeia, portava da Aquileia (Sln. Oglej) alla Pannonia.
In seguito all'invasione germanica del 170, durante il periodo delle guerre marcomanniche, nelle sue vicinanze venne stanziata per alcuni anni la Legio II Italica a protezione del fronte settentrionale-orientale dell'Italia romana (fino al 173-174).
Celeia divenne presto una delle più fiorenti colonie romane, e possedeva numerosi grandi edifici, tra i quali il tempio di Marte era famoso in tutto l'impero. Attorno al 320, Celeia venne incorporata ad Aquileia sotto l'imperatore romano Costantino I (272-337).
Durante la marcia verso l'Italia, la città fu devastata dagli Unni tra il 451 e il 452. Il vescovo dell'epoca fu menzionato l'ultima volta nel 579.

Durante le grandi migrazioni del V e VI secolo, la città venne saccheggiata, per essere rinnovata all'inizio del medioevo. La prima menzione di Celje nel medioevo fu con il nome di Cylie nelle cronache di Admont (Wolfhold von Admont), scritte tra il 1122 e il 1137.
La storia della città medievale di Celje è legata al suo borgo, sorto nella prima metà del XII secolo dai Conti della Carinzia di Heunburg. Nel 1322, dopo che i suoi primi proprietari si estinsero, divenne proprietà di Herren von Sanneck, elevato dall'imperatore tedesco Ludovico di Bavaria al grado di Conte, capostipite dei Conti di Celje. I conti di Celje, che governarono la città dal 1341 al 1456, arrivarono ad esercitare una forte influenze in Europa centrale tra il XIV e il XV secolo. Celje acquisì lo status di città-mercato nella prima metà del XIV secolo e i diritti cittadini l'11 aprile 1451, su ordine del conte Federico II.
Dopo l'assassinio del conte Ulrico II di Celje a Belgrado nel 1456, i Conti di Celje si estinsero e Celje divenne proprietà degli Asburgo, amministrata dal ducato di Stiria. Iniziò allora lo sviluppo della città bassa come centro commerciale e artigianale, attorno al quale furono eretti bastioni nel 1473.
La città alta di Celje cambiò spesso padroni e governatori. Fu rovesciata dai contadini durante la grande rivolta contadina del 1515 e fu ricostruita nella seconda metà del XVI secolo. Poiché non aveva più alcun significato strategico, iniziò a declinare già nel XVII secolo e già dalla metà del XVIII secolo i suoi mattoni furono usati per riparare gli edifici nella città bassa. Fu utilizzata come cava all'inizio del XIX secolo e fu infine salvata dal conte Wickenburg, che acquistò le rovine rimaste e le donò alla Stiria.
Molti nobili locali si convertirono al protestantesimo durante la Riforma protestante, ma la regione fu riconvertita al cattolicesimo romano durante la Controriforma. Nel 1798 la città fu devastata da un grande incendio, in cui perì la maggior parte degli edifici. Celje divenne parte dell'Impero austriaco degli Asburgo durante le guerre napoleoniche. Nel 1867, dopo la sconfitta dell'Austria nella guerra austro-prussiana, la città divenne parte dell'Austria-Ungheria. Il primo treno della ferrovia Meridionale (Vienna-Trieste), giunse a Celje il 27 aprile 1846. Il primo telefono venne installato in città nel 1902 e Celje venne elettrificata nel 1913. La crescita della popolazione è stata costante durante questo periodo. Nel 1900 Celje contava 6.743 abitanti e nel 1924 questa era cresciuta fino a raggiungere i 7.750.
Alla fine del XIX secolo e all'inizio del XX secolo, Celje era un centro del nazionalismo tedesco, il che ebbe ripercussioni sugli sloveni. L'antico nome tedesco della città, Cilli (come nell'Encyclopædia Britannica 1911), non suonava più abbastanza tedesco per alcuni residenti, e la forma Celle era preferita da molti. Nel 1895, la scuola secondaria di Celje, fondata nel 1808, iniziò a insegnare anche in sloveno. Nel 1896 fu costruita la Narodni dom (Casa Nazionale) degli sloveni, che oggi ospita la sede municipale. Il Centro culturale tedesco (Deutsches Haus), fu costruito nel 1906 e aperto il 15 maggio 1907, oggi Celjski dom. Il censimento del 1910 mostrava che il 66,8% della popolazione era di lingua tedesca.
Fino alla caduta dell'Impero austro-ungarico nel 1918, due slogan erano presenti sulla scena politica e sociale: in tedesco "Hie Deusche - hie Slowenen"; in sloveno "Svoji k svojim" ("Ogni uomo ai suoi"). Celje era però inserita in una zona geografica che nelle campagne era prevalentemente abitata da sloveni, e di conseguenza reclamata da questi ultimi. Alla fine della guerra la Stiria meridionale fu assegnata dal trattato di pace al Regno dei Serbi, Croati e Sloveni. Buona parte della popolazione di lingua tedesca abbandonò la città per reinsediarsi nei confini austriaci.
Celje fu occupata dalla Germania nazista nell'aprile del 1941. La Gestapo arrivò a Celje il 16 aprile 1941 e fu seguita tre giorni dopo dal leader delle SS Heinrich Himmler, che ispezionò il campo di prigionia di Stari Pisker, dove erano concentrati i prigionieri civili. Vari partigiani sloveni vennero inoltre impiccati dai nazisti nei pressi di Celje, a Frankolovo. Durante la guerra la città subì i bombardamenti alleati, mirati a importanti linee di comunicazione e installazioni militari. Il Narodni Dom venne stata gravemente danneggiato.
Il bilancio della guerra fu pesante. La città (compresi i villaggi circostanti) aveva una popolazione prebellica di 20.000 abitanti e perse 575 persone durante la guerra, per lo più tra i 20 e i 30 anni. Più di 1.500 persone furono deportate in Serbia o nell'interno del Terzo Reich. Circa 300 persone furono internate e circa 1.000 persone imprigionate nelle carceri di Celje. Un numero sconosciuto di cittadini fu arruolato a forza nell'esercito tedesco. Circa 600 "bambini rubati" furono portati nella Germania nazista per la germanizzazione. Un monumento a Celje detto Vojna in mir (Guerra e Pace) dello scultore Jakob Savinšek commemora tale periodo.
Dopo la fine della guerra, la rimanente parte della popolazione di lingua tedesca fu espulsa. Trincee anticarro e altri siti furono usati per creare 25 fosse comuni a Celje e nelle sue immediate vicinanze, dove vennero sepolti i resti dei membri della milizia croata, serba e slovena che avevano collaborato con i tedeschi, così come civili etnici tedeschi di Celje e delle aree circostanti, giustiziati dai partigiani di Tito.
Alla fine della guerra, il nuovo governo si avvantaggiò delle trincee anticarro esistenti, scavate attorno a Celje dai tedeschi in ritirata, usandole come tombe. Vennero riempite di soldati croati sloveni e serbi e di civili che si erano opposti alla rivoluzione comunista durante la guerra. Col pretesto di aver collaborato col nemico, l'esercito jugoslavo massacrò più di 30.000 prigionieri (principalmente croati) nell'area di Celje, senza alcun processo. I corpi vennero sepolti in fosse comuni nascoste attorno a Celje; il numero esatto è ancora sconosciuto. Nel campo di concentramento di Teharje, circa 5.000 sloveni, centinaia dei quali minorenni, vennero assassinati nel giro di due mesi dalla fine della guerra, anch'essi senza processo. Dopo l'abolizione del campo di concentramento nel 1950, le autorità locali crearono una discarica industriale sul luogo delle sepolture, nascondendo così i corpi sotto una vasta collina di rifiuti. Dopo la caduta del regime nel 1990, quando i fatti del massacro non erano più tabù, il governo sloveno decise di costruire un memoriale per le vittime di Teharje.
Celje entrò a far parte della Slovenia indipendente dopo la guerra dei dieci giorni del 1991. Il 7 aprile 2006, Celje divenne la sede della nuova diocesi di Celje, creata da Papa Benedetto XVI all'interno dell'arcidiocesi di Maribor.
Le attrazioni turistiche della città includono il monastero dei cappuccini fondato nel 1241 e un palazzo del XVI secolo.

### Simboli
Le tre stelle dello stemma di Celje sono state integrate nello stemma nazionale sloveno nel 1991. Lo stesso stemma venne scelto come simbolo nazionale dopo la prima guerra mondiale, nel 1918, quando la Slovenia, assieme a Croazia e Serbia, formò il Regno di Jugoslavia.

## Monumenti e luoghi d'interesse

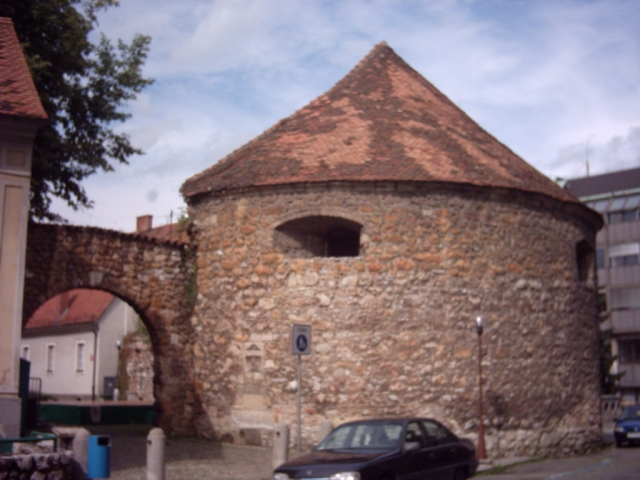
La Vodni stolp ("Torre dell'acqua") sud-orientale

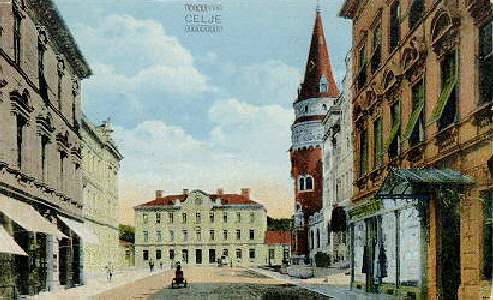
Una vecchia cartolina della stazione ferroviaria e del Celjski dom.

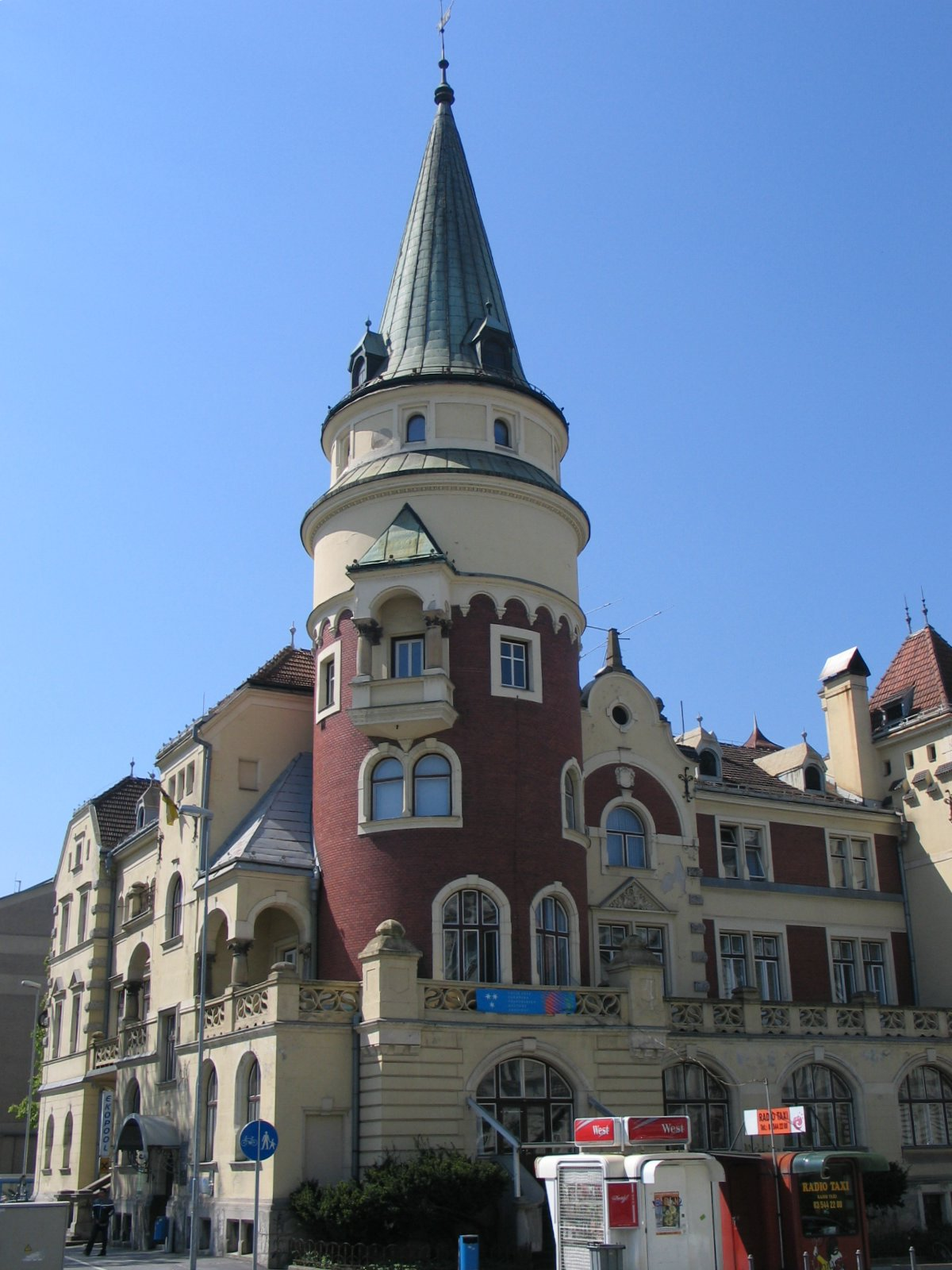
Il Celjski dom.

- Castello alto di Celje
- Cattedrale di San Daniele
- Torre dell'acqua
- Celjski dom

## Società

### Lingue e dialetti
| %     | Ripartizione linguistica (gruppi principali) |
| ----- | -------------------------------------------- |
| 1,5%  | madrelingua bosniaca                         |
| 3,4%  | madrelingua croata                           |
| 2,0%  | madrelingua serbo-croata                     |
| 84,6% | madrelingua slovena                          |
| 3,1%  | madrelingua serba                            |

## Infrastrutture e trasporti
La città è servita dalla stazione ferroviaria di Celje.

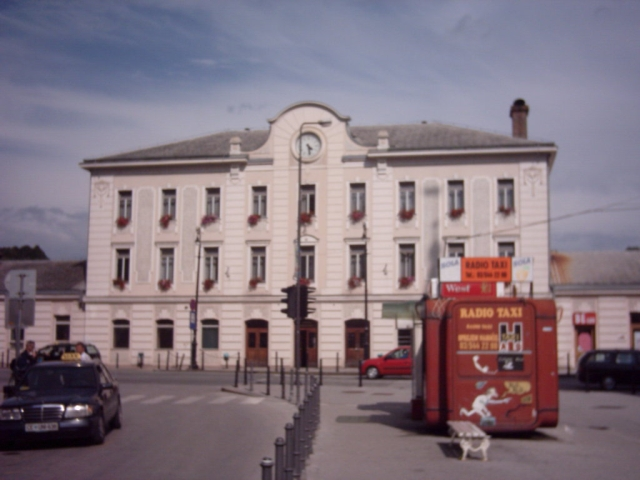
Una recente veduta della stazione ferroviaria (2004).

## Sport
Il NK Celje è il massimo club calcistico cittadino, che milita nella Prva Liga.
Lo stadio cittadino, l'Arena Petrol, è stato inoltre per molti anni la sede di tutte le partite della Nazionale slovena e tuttora le ospita con buona frequenza.